# Georgi Borissenko
Georgi Konstantinowitsch Borissenko (russisch Георгий Константинович Борисенко; * 25. Mai 1922 in Tschuhujiw, Ukrainische SSR; † 3. Dezember 2012 in Taschkent, Usbekistan) war ein sowjetischer Schachspieler, -trainer und Eröffnungstheoretiker. Er war Meister des Sports der UdSSR (1950) und Fernschach-Großmeister (1966).

## Leben
Borissenko kam mit neun Jahren in einem Pionierlager in Berührung mit Schach. Seit 1933 nahm er an diversen Turnieren für Kinder und Jugendliche in Leningrad teil. Sein Schulkamerad und Spielpartner war damals Semjon Furman, mit dem er in den folgenden Jahren eng zusammenarbeitete. Ab 1940 trug er den Titel Meisteranwärter. Während des Krieges war er bei der Nachrichtentruppe und blieb bis März 1945 an der Front. Nach seiner Entlassung kehrte er nach Leningrad zurück und nahm ein Ingenieurstudium am Elektrotechnischen Institut für Signal- und Fernmeldewesen auf. In einem Halbfinale der sowjetischen Meisterschaft 1950 in Tula teilte er mit 11,5 Punkten aus 15 den ersten Platz mit Juri Awerbach und übererfüllte damit seine Meisternorm. Bei der Leningrader Meisterschaft 1953 wurde er Dritter hinter Semjon Furman und Viktor Kortschnoi. Im selben Jahr gewann er mit der Leningrader Auswahl die sowjetische Mannschaftsmeisterschaft.
Ab 1956 lebte Borissenko in Swerdlowsk. Bei den Meisterschaften der RSFSR 1961 und 1964 teilte er jeweils den 2.–6. Platz und den 2.–3. Platz. In den Jahren 1950 bis 1967 spielte er acht Mal im Finale der sowjetischen Meisterschaft. Obwohl er nie einen vorderen Tabellenplatz erreichte, gelangen ihm bei diesen Turnieren vereinzelt Siege gegen Weltklassespieler wie Wassili Smyslow, Boris Spasski und Lew Polugajewski. Von Experten wurde er als anerkannter Theoriekenner angesehen, der jedoch seine Bedenkzeit nicht richtig einteilen konnte. Borissenko nahm nur selten an internationalen Wettbewerben teil. Beim Baltic Nations-Turnier 1960 in Leningrad teilte er den 4.–5. Platz mit Vladas Mikėnas. Gemeinsam mit Zbigniew Doda sorgte er für die längste Partie, die nach 150 Zügen und fast 19 Stunden Spielzeit von ihm gewonnen wurde. Beim Asztalos-Memorial 1965 kam es in der letzten Runde erneut zu einer Marathonpartie. Borissenko brauchte gegen Győző Forintos unbedingt einen Sieg, um eine IM-Norm zu erfüllen. Diesmal dauerte ihre Partie 18 Stunden und endete nach 136 Zügen mit einem Remis. Nach seiner Übersiedlung im Jahr 1965 nach Taschkent gewann Borissenko 1966, 1968 und 1971 die usbekische Meisterschaft. In seinen späteren Jahren trat er bei den Weltmeisterschaften der Senioren 1997 in Bad Wildbad und 1998 in Grieskirchen an.
Im Jahre 1950 fing er an, Fernschach zu spielen. Bei den III. und V. sowjetischen Meisterschaften teilte er den ersten Platz jeweils mit Pjotr Dubinin und Jakow Estrin. In beiden Fällen hatte Borissenko die bessere Feinwertung, doch diese wurde bei der Titelvergabe nicht berücksichtigt. Seine Partie gegen Rubesow (V. Meisterschaft, 1960–63) wurde zur besten Partie des Turniers gekürt. Mit der sowjetischen Mannschaft triumphierte er bei den III. und IV. Fernschach-Olympiaden, die in den Jahren 1958–61 und 1962–64 ausgetragen wurden. Bei letzterer erzielte er das beste Ergebnis am dritten Brett. 1965 wurde er Zweiter bei der IV. Weltmeisterschaft mit einem Punkt Rückstand auf den Sieger Wladimir Sagorowski.
Seit Mitte der 1950er Jahre war Borissenko als Schachtrainer aktiv. Zu den von ihm zeitweise betreuten Spielern zählten Mark Taimanow, Ratmir Cholmow und Viktor Kortschnoi. Seit 1980 trainierte er Nona Gaprindaschwili und wurde für seine Arbeit mit dem Ehrentitel Verdienter Trainer der Georgischen SSR ausgezeichnet. In Usbekistan unterstützte er Spieler wie Anton Filippov und Timur Gareyev. Borissenko leistete bedeutende Beiträge zur Eröffnungstheorie, dabei erforschte er unter anderem die Sizilianische, Königsindische und Nimzowitsch-Indische Verteidigung. Nach ihm werden die Borissenko-Furman-Variante im angenommenen Damengambit und die Borissenko-Variante in der Spanischen Partie benannt.
Nach Berechnung der historischen Elo-Zahl lag er mit seiner höchsten Wertungszahl von 2614 im Januar 1956 auf dem 46. Platz der Weltrangliste.

## Privates
Seine Frau Walentina Borissenko (1920–1993) gewann fünf Mal die Schachmeisterschaft der Sowjetunion.